# 柴田政人
柴田 政人（しばた まさと、1948年8月19日 - ）は、日本中央競馬会 (JRA) に所属していた元騎手、元調教師。騎手時代は1970年代から1990年代にかけて関東所属騎手の第一線の位置にあり、数々の大レースを制した。騎手通算成績は11728戦1767勝、重賞89勝。1988年度JRA賞最多勝利騎手。1993-1995年の間、日本騎手クラブ会長。
栗東所属の元調教師・柴田政見は実兄、元騎手の柴田利秋は実弟。叔父に元調教師の柴田不二男、甥に騎手の柴田善臣（一般人である長兄の実子）。プロ野球・埼玉西武ライオンズに所属した柴田博之も甥（利秋の実子）に当たる。

## 経歴

### 少年期
1948年8月19日、青森県上北郡上北町に米作兼馬産農家の三男として生まれる。家業の関係から幼少期より馬に親しみ、また実家が近所であった関係から佐々木竹見と交友があったという。
騎手として桜花賞などを制していた叔父・不二男や、不二男の元で騎手となった次兄・政見に続く形で、自身も自然と騎手を志したが、騎手養成課程の受験を前に、落馬事故を恐れた両親からの激しい反対を受ける。これに対して政人は「政見は許したのに、なぜ自分はだめなのか」と抵抗、最終的に両親が折れ、半ば放逐される形で東京都馬事公苑の騎手養成長期課程に入った。
当年騎手課程に入った第15期生には、後に9年連続のリーディングジョッキーとなり「天才」と称される福永洋一、中央競馬通算最多勝記録を樹立する岡部幸雄、東京優駿（日本ダービー）や天皇賞（秋）を制する伊藤正徳らがおり、後に柴田も含め「馬事公苑花の15期生」と称された。当世代の教官を務めた木村義衛によれば、福永、岡部は先天的に騎手向きの「達者型」、柴田は努力で上達する「上手型」であったという。

### 騎手時代

#### 1960-1970年代
3年の修習期間を経て、中山競馬場・白井分場に厩舎を構える高松三太の門下生となる。高松も開業2年目という新進調教師だった。卒業年次は騎手免許試験に落第し、1年の浪人を経た1967年に免許を取得。同年3月に騎手デビューを果たし、5月に初勝利を挙げた。
初年度は騎乗数も少なく8勝に終わったが、2年目には23勝を挙げた。4年目に入った1969年1月、厩舎期待馬のアローエクスプレスで京成杯に勝利し、重賞初勝利を挙げる。同馬は当年のクラシック戦線における関東の最有力馬と目されていたが、若い柴田の騎乗に不安を抱いた馬主・伊達秀和の意向で、クラシック初戦の皐月賞を前に加賀武見へ乗り替わりとなった。これは騎乗馬確保もままならない若手騎手の苦難を示す例として、また柴田の飛躍の原動力となったエピソードとして後年まで語られている（アローエクスプレス#柴田政人とアローエクスプレスも参照）。
1971年には35勝を挙げ、全国ランキングで初のベスト10入りを果たす。しかしこの成績に慢心し、翌年は18勝に終わった。これを受けた翌1973年、高松より「馬を集めてやるから、1ヶ月だけでも関東リーディングを獲ってみろ」と諭され奮起、これに応えて61勝を挙げ、初の関東リーディングジョッキーとなった。当年高松も48勝を挙げ、関東のリーディングトレーナーとなる。この頃より高松厩舎に有力馬を預ける馬主が増加し、これに伴い厩舎の主戦である柴田の成績も上位で安定していった。以後もしばらく八大競走には恵まれなかったが、デビュー12年目の1978年、厩舎所属馬のファンタストで皐月賞に優勝し、八大競走初制覇を果たす。同馬はアローエクスプレスと同じく伊達秀和の所有馬であり、アローの甥に当たった。
しかし同年8月、高松が肝臓癌に冒されていることが判明し、翌1979年1月に死去。これに伴い高松の親友であった境勝太郎厩舎に一時移籍し、3月に三太の実子・高松邦男の厩舎開業と共に再移籍した。三太と柴田の強固な結び付きは競馬界で広く知られており、柴田は「自分の親が死んだとしても、これほどの虚脱感にとらわれるかどうか」と嘆いた。また、同年3月には同期生の親友・福永洋一が競走中に落馬し、騎手生命を絶たれる事態にも遭遇している。

#### 1980年代
翌1980年、天皇賞（秋）で牝馬プリテイキャストに騎乗して史上に残る大逃げを打ち、11頭立て8番人気での優勝という波乱を起こした。1983年にはキョウエイプロミスで天皇賞（秋）2勝目を挙げる。同馬とは続く国際招待競走・ジャパンカップでもスタネーラの2着に入線し、同競走での日本馬初連対を果たした。しかしその6日後の12月3日、中山競馬第4競走での騎乗中に内埒に衝突し、右足小指、薬指を切断、小指断裂という重傷を負う。8時間の手術の末に小指は再度縫合されたが、薬指は失われた。3ヶ月の休養後に復帰。騎座に重要な足指の怪我で影響も懸念されたが、前年を上回る76勝を挙げて健在を示した。
1985年にはミホシンザンに騎乗して皐月賞と菊花賞を制覇。当年101勝を挙げ、自身初の年間100勝を達成。翌1986年4月6日には、史上8人目の通算1000勝も達成した。翌年にはミホシンザンで天皇賞（春）にも優勝。同馬の引退に際しては「これからはミホシンザンの柴田と呼んで下さい」と語った。また同年、自身初の国外騎乗（オーストラリア）を行い、勝利を挙げている。
1988年には第8回ジャパンカップでシェイディハイツに騎乗し、同レースでは初めて日本国外調教馬に日本の騎手が騎乗する記録を作った。また同年には年間132勝を挙げ、15期生として福永洋一、岡部幸雄に次ぐ全国リーディングジョッキーとなった。以後、関東では柴田と岡部、当時の通算最多勝騎手・増沢末夫が毎年リーディングを争い、1990年代にかけて「ジョッキーを目指してくる人は、目標は岡部君か柴田君というケースが圧倒的」（小島太）という時代が訪れた。

#### 1990年代 - 引退
1989年から夏場にイギリス、フランスでスポット騎乗を行い、1990年にはアサティスでキングジョージ6世&クイーンエリザベスダイヤモンドステークスに騎乗、3着という成績を残した。その後アメリカでも騎乗し、この頃より若手騎手に対して積極的に欧米に出て厳しいレースを実体験し、その技術を採り入れるよう進言を始めた。
翌1991年6月9日と7月7日には、それぞれ通算1万回騎乗（史上4人目）と1500勝（同3人目）を達成。1993年3月には日本騎手クラブ会長を務めていた郷原洋行の引退に伴い、その後任を務める。ラフプレーに伴う落馬事故による騎手の落命・引退に数々接してきた経験から、会長として特にレースにおける安全確保と、騎手のフェアプレー徹底の意識浸透に力を注いだ。また柴田自身の要請により副会長は岡部が務め、後に会長職も引き継がれた。
騎手会長就任から2カ月余りを経た5月30日、柴田はウイニングチケットに騎乗して長年の目標としていた東京優駿を制覇。デビュー24年目・通算19回目の騎乗でダービー初勝利を果たした。ウイニングランの最中には約17万人の観客から「政人」コールでの祝福を受け、競走後のインタビューにおいては、「この勝利を誰に伝えたいか」との質問に対し「世界中のホースマンに、第60回日本ダービーを勝った柴田政人ですと伝えたい」との言葉を残した。当年、1988年以来の三桁勝利となる113勝、さらに年間616回の騎乗で戒告・減点なしという成績を残し、野平祐二以来39年ぶりの特別模範騎手賞と、ユネスコ日本フェアプレー賞実行賞を受賞した。
翌1994年は前年からの好調を維持し、年頭からランキングのトップを占め続けた。しかし4月24日、東京競馬第6競走において騎乗馬コクサイファーストが骨折・転倒し、柴田も頭から馬場に叩き付けられた。この事故で頸髄不全損傷ならびに左腕神経叢損傷という重傷を負い、休養を余儀なくされる。リハビリの後、8月11日には調教に騎乗する程度まで回復を見せたが、レースにおいて以前通りの騎乗ができないとの理由で、同年9月6日に引退を表明。翌1995年2月16日に調教師試験に合格し、同年2月26日を以て騎手を引退。中山競馬場にて引退式が行われた。

### 調教師時代
1996年3月3日、調教師として管理馬初出走を迎え、同月9日にオンワードモンローで初勝利を挙げた。過去15勝を三度記録しているが、重賞での勝利はなかった。厩舎所属騎手に石橋脩がいる。
2014年、JRA60周年事業の一環としてホースマンの殿堂にあたる調教師・騎手顕彰者制度において、騎手部門で選出された。
2019年2月28日付けで定年の為、調教師を引退した。

## 騎手としての特徴

### 騎乗の特長
騎手時代「剛腕」と呼ばれた郷原洋行は、若手時代の柴田を見た際に「腰の強い乗り役がいる」と感じたといい、特に強健な下半身を使って馬を追う技術は高く評価された。騎手顕彰者の野平祐二は、郷原引退後の「追える騎手」の筆頭として柴田の名を挙げており、また養成所で一期上の小島太は「追わせたらヨーロッパの一流ジョッキーにも負けない物を持っていると思う。馬の支点を置いて、腰を使って追う技術は大したものだ。道中も常にうまいし、勝負所で馬群を縫っていくテクニックには独特のものがある。人間的にも素晴らしいものを持っているし、欠点がないという感じだ」と高い評価を送っている。レース運びの面でも、特に3000m以上の長距離競走におけるペース勘とスパートのタイミングの妙は「天才」と称された福永洋一以上とも評され、「長距離の魔術師」と呼ばれた。重賞89勝のうち14勝を長距離競走で挙げている。長距離競走に強い理由について、柴田自身は「駆け引きができるからね。短距離だとヨーイ、ドンで行ったきりだもんね。長短どちらの距離でも冷静さは必要だけれど、特に長距離はペース、展開、相手の騎手や馬との駆け引き、馬をだましだましどう乗るか、など考える要素がある」と語っている。

### 騎乗馬の選択について
柴田は騎手時代を通じて「厩舎社会の義理」を非常に重視したことで知られ、複数の騎乗馬の選択に際しては、馬の能力よりも過去の恩義や人間関係を優先し、また他騎手の騎乗馬を奪う形での乗り替わりを嫌った。ビジネスライクに徹して騎乗馬を選択していれば通算勝利数は大幅に増えていたとも考えられ、このことは以下の様な人物評にも現れている。
- 競馬評論家の井崎脩五郎は、柴田の通算1700勝達成の記念パーティーで挨拶に立った際に、「柴田さん、もしあなたが人の悪い騎手だったら、今日は2500勝達成を祝っていたことでしょう」と好意的な洒落を込めて述べている[21]。
- 先輩騎手である野平祐二は、柴田を「過去に世話になった義理とかを守ってばかりいる。そして走らない馬、ダメな馬にばかり跨っている」「妙な男」と評した[22]。
- 所属厩舎の調教師であり、柴田と親友でもあった高松邦男は、「自分が割を食ってもズッコケても、他人を押しのけてまで乗り替わろうとしない。見事すぎるほど、意地っ張りで頑固な男です」と語っている[23]。

しかしこの様な一面は関係者からは特に評価され、現役時代はすでにNo.1ジョッキーの呼び声のあった岡部幸雄と関東の双璧として称えられていた。

## エピソード

### 柴田政人と日本ダービー
柴田は馬事公苑の研修生時代、同期生と共にシンザンが優勝したダービーを現地観戦して以来、その華やかさに強く惹かれ、ダービーに騎乗することを目標のひとつとした。その後、デビュー3年目の1969年にダンデイボーイでダービーに初騎乗（23着）。しかし以後はアローエクスプレスの乗り替わり、皐月賞を制したミホシンザンの骨折休養などがあり、ほとんどの機会で有力馬に騎乗することができず、1993年まで18回の騎乗で 1988年コクサイトリプル、1991年イイデセゾンの3着が最高という成績であった。同年の頃より柴田は「ダービーを勝ちたい」と公言するようになり、柴田のダービー優勝はファンの関心事ともなっていった。
そして1993年のダービーにおいて、柴田はウイニングチケットに騎乗して初めてダービー1番人気の支持を受ける。ウイニングチケットは前走の皐月賞で繰り上がりの4着（5位入線）という成績に終わっており、1番人気の内容には「柴田に勝って欲しい」というファンからの応援の意味で投じられた馬券が相当含まれていたともされる。レースではこれに応えて優勝。通算19回目の騎乗で「念願のダービー制覇」を果たし、ダービージョッキーの仲間入りとなった。直線では早めにスパートしたことと、ビワハヤヒデとナリタタイシンが後方から迫っていたことで「我慢してくれ、頑張れ」と叫び続けたといい、「あれほど大きな声を馬にかけたことはなかったです」と回顧している。ウイニングチケットはダービー以降総じて不振に終わったことから、「柴田政人にダービーを獲らせるために生まれてきた」とも言われた。

#### ダービーを勝ったら引退
1988年の日本ダービーの際、柴田は競走前日に渋谷で行われたダービーフェスティバルに出席した。この席上で意気込みを尋ねられた際、「コクサイトリプルでダービーを勝てたら、もう騎手をやめてもいいというくらいの気持ちで臨みます」と応じた。するとこの発言が曲解され、翌日のスポーツ紙には「柴田政人、ダービー制覇したら騎手引退」との見出しが掲げられ、以後ウイニングチケットまで長らく「柴田はダービーを勝ったら引退する」との誤解が広まっていた。実際にはダービー以後も騎手活動を続けたが、翌1994年の落馬事故により、結果としてダービー制覇から2年を経ない内に引退を余儀なくされた。

### 岡部幸雄・福永洋一との関係

#### 岡部幸雄
岡部幸雄とは毎年のようにリーディングを競い合い、しばしば互いが比較の対象となった。「静の岡部、動の柴田」と評され、騎乗については岡部は「華麗・魔術」、柴田は「剛腕・剛毅」とも対比された。岡部自身も自著の中で「私の場合、ライバルとして一番に挙げられるのは、やはり同期の柴田政人だろう。『宿敵』というよりは、『好敵手』だったといえる関係である」と記している。また、岡部は1984年に厩舎所属からフリーに転身し、騎乗馬確保の折衝のため、いち早くエージェント（代理人）を採用するなど騎乗馬の選択に一切の妥協を挿まなかった。作家の後藤正治は、こうした岡部の考え方を「アメリカ的合理主義」、柴田を「日本的一門主義」と対比している。岡部は一度柴田にもフリーになることを勧めているが、柴田は「岡部の気持ちもやり方も分かる」とした上でこれを退けており、また岡部も柴田が断ることを予期した上で訊いたという。
私的には親しい友人の1人であり、自身の引退に際しては「生き方は違っても、同じことを目指していたという意味で、こんな力強い存在はなかった。周囲が言うような、ライバル意識なんか俺たちにはないんだよ。岡部がいつまでもレースに出て勝つことが、俺や、同期たちの生きる喜びに繋がっている」と語っている。2005年の岡部の引退に際してはセレモニーに出席し、伊藤正徳と共に同期生代表として花束を贈呈した。2014年には岡部と共に調教師・騎手顕彰者制度の騎手部門で同時選出された。

#### 福永洋一
「天才」福永洋一とは養成所以来の無二の親友であり、忌憚なく騎乗論を交換する唯一の相手であった。所属は東西に分かれていたが、夏の北海道開催で一緒になると毎年同室で過ごし、「朝起きたら、寝るまで一緒」であったという。1979年に洋一が落馬事故で脳挫傷を負った際には、翌日始発の飛行機で関西へ飛び、同僚として唯一集中治療室に入って容態を見舞った。柴田は福永を「同じ騎手として、相手の良いものは良いんだと認め合える関係でした」と述懐している。
1996年に洋一の息子の祐一が騎手デビューした際には、陰ながらその騎乗馬確保に努めたとされる。祐一のGI競走初勝利となった桜花賞優勝馬・プリモディーネの馬主は柴田と親しい伊達秀和であり、関西に馬を預けた例は少なく、柴田が祐一を起用するよう依頼したともされる。また、祐一は関西の北橋修二厩舎に所属したが、デビュー以前には「関東に行きたい」と口にしており、幼少期から知っている柴田の厩舎に所属するとの予測もあった。

## 騎手成績
※数字は中央競馬成績のみ。
| 年度   | 1着   | 2着   | 3着   | 着外  | 騎乗   | 勝率 | 連対率 | 備考                                                                                       |
| ------ | ----- | ----- | ----- | ----- | ------ | ---- | ------ | ------------------------------------------------------------------------------------------ |
| 1967年 | 8     | 8     | 12    | 53    | 81     | .099 | .198   |                                                                                            |
| 1968年 | 23    | 26    | 26    | 161   | 236    | .097 | .208   |                                                                                            |
| 1969年 | 25    | 28    | 28    | 184   | 265    | .094 | .192   |                                                                                            |
| 1970年 | 31    | 27    | 29    | 175   | 262    | .119 | .221   |                                                                                            |
| 1971年 | 35    | 35    | 37    | 212   | 319    | .110 | .219   |                                                                                            |
| 1972年 | 18    | 22    | 22    | 125   | 187    | .096 | .214   |                                                                                            |
| 1973年 | 61    | 32    | 38    | 172   | 302    | .202 | .308   | 関東リーディングジョッキー（全国3位）                                                      |
| 1974年 | 68    | 42    | 40    | 202   | 352    | .193 | .313   |                                                                                            |
| 1975年 | 51    | 44    | 48    | 270   | 413    | .123 | .230   |                                                                                            |
| 1976年 | 48    | 38    | 27    | 167   | 280    | .171 | .387   |                                                                                            |
| 1977年 | 48    | 31    | 44    | 193   | 316    | .152 | .250   |                                                                                            |
| 1978年 | 48    | 39    | 40    | 208   | 335    | .143 | .240   |                                                                                            |
| 1979年 | 62    | 56    | 48    | 322   | 488    | .127 | .242   | 通算500勝達成（8月12日）                                                                   |
| 1980年 | 58    | 49    | 53    | 311   | 471    | .123 | .227   |                                                                                            |
| 1981年 | 73    | 58    | 56    | 284   | 471    | .155 | .278   |                                                                                            |
| 1982年 | 82    | 76    | 60    | 323   | 541    | .152 | .292   |                                                                                            |
| 1983年 | 70    | 71    | 46    | 302   | 489    | .143 | .288   | フェアプレー賞                                                                             |
| 1984年 | 76    | 55    | 57    | 278   | 466    | .163 | .281   | フェアプレー賞                                                                             |
| 1985年 | 101   | 76    | 83    | 297   | 557    | .181 | .318   | 関東リーディングジョッキー（全国2位） フェアプレー賞                                       |
| 1986年 | 86    | 71    | 74    | 344   | 575    | .150 | .273   | 通算1000勝達成（4月5日・史上7人目） フェアプレー賞                                         |
| 1987年 | 81    | 86    | 81    | 315   | 563    | .144 | .297   | フェアプレー賞                                                                             |
| 1988年 | 132   | 100   | 89    | 351   | 672    | .196 | .345   | 全国リーディングジョッキー フェアプレー賞 ワールドスーパージョッキーズシリーズ優勝         |
| 1989年 | 88    | 78    | 80    | 300   | 536    | .164 | .310   | フェアプレー賞                                                                             |
| 1990年 | 85    | 78    | 82    | 300   | 535    | .159 | .305   | キングジョージ6世&クイーンエリザベスダイヤモンドステークス騎乗（3着） 凱旋門賞騎乗（12着） |
| 1991年 | 76    | 75    | 59    | 352   | 562    | .135 | .269   | 通算1万回騎乗達成（6月9日・史上4人目） 通算1500勝達成（7月7日・史上3人目） フェアプレー賞  |
| 1992年 | 83    | 84    | 94    | 357   | 618    | .134 | .270   |                                                                                            |
| 1993年 | 113   | 85    | 77    | 341   | 616    | .183 | .321   | 日本ダービー制覇 特別模範騎手賞 フェアプレー賞                                             |
| 1994年 | 37    | 28    | 22    | 113   | 200    | .185 | .325   | フェアプレー賞                                                                             |
| 計     | 1,767 | 1,498 | 1,432 | 7,031 | 11,728 | .151 | .278   |                                                                                            |

|            | 日付           | 競馬場・開催  | 競走名     | 馬名               | 頭数 | 人気 | 着順 |
| ---------- | -------------- | ------------- | ---------- | ------------------ | ---- | ---- | ---- |
| 初騎乗     | 1967年3月4日   | 2回中京3日10R | -          | エストレリータ     | -    | -    | 4着  |
| 初勝利     | 1967年5月20日  | 3回中山1日4R  | -          | ハーバーウェーブ   | -    | -    | 1着  |
| 重賞初騎乗 | 1968年11月10日 | 3回新潟6日11R | 新潟記念   | サンレデイ         | 9頭  | 8    | 9着  |
| 重賞初勝利 | 1970年1月10日  | 1回中山2日11R | 京成杯     | アローエクスプレス | 11頭 | 1    | 1着  |
| GI級初騎乗 | 1969年5月25日  | 3回東京6日10R | 東京優駿   | ダンデイボーイ     | 28頭 | 22   | 23着 |
| GI級初勝利 | 1973年12月9日  | 5回中山4日11R | 朝日杯3歳S | ミホランザン       | 10頭 | 3    | 1着  |

### 受賞
- JRA賞最多勝利騎手（1988年）
  - 関東リーディング（1973年、1985年、1988年）
- 最高勝率騎手（1973年、1985年） ※JRAでは1987年より表彰
- フェアプレー賞10回（1983年 - 1989年、1991年、1993年、1994年） ※10回は歴代7位タイ[41]
- 特別模範騎手賞（1993年） ※現名称になって以降初の受賞者
- ユネスコ日本フェアプレー賞（1993年）
- 日本プロスポーツ大賞功労賞（1990年）

その他
- ワールドスーパージョッキーズシリーズ優勝（1988年）

### 主な騎乗馬

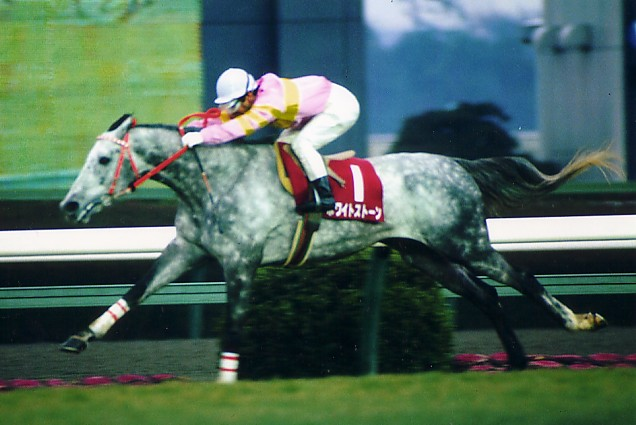
1993年AJCC（騎乗馬ホワイトストーン）

- 括弧内は柴田騎乗時での主な勝鞍である。太字は八大競走および1984年グレード制導入後のGI級競走。※印は高松三太 / 邦男厩舎所属馬。
- アローエクスプレス（1970年京成杯）※
- ミホランザン（1973年朝日杯3歳ステークス）※
- ロングホーク（1975年スプリングステークス）
- ボールドシンボリ（1975年朝日杯3歳ステークス）※
- ランスロット（1976年札幌記念、ステイヤーズステークス）※
- ファンタスト（1978年皐月賞、弥生賞）※
- フジノハイハット（1978・1980年ステイヤーズステークス）
- プリテイキャスト（1980年天皇賞・秋）
- ブロケード（1981年桜花賞など重賞4勝）※
- ウエスタンジェット（1981年アルゼンチン共和国杯、日経賞）
- ホクトフラッグ（1981年函館3歳ステークス、朝日杯3歳ステークス）
- キョウエイプロミス（1982年ダイヤモンドステークス、毎日王冠 1983年天皇賞・秋）※
- ウインザーノット（1984・1985年函館記念）※
- ダイナシュート（1984年京成杯3歳ステークス）
- スクラムダイナ（1984年朝日杯3歳ステークス）
- ミホシンザン（1985年皐月賞、菊花賞 1987年天皇賞・春など重賞7勝）
- ホッカイペガサス（1985年ダイヤモンドステークス、ステイヤーズステークス）
- パーシャンボーイ（1986年宝塚記念）※
- レジェンドテイオー（1986年セントライト記念）
- フレッシュボイス（1987年安田記念）
- マックスビューティ（1987年サンスポ賞4歳牝馬特別）
- トウショウマリオ（1988年京成杯 1989年東京新聞杯）
- アキヒロホマレ（1988年セイユウ記念、タマツバキ記念）
- イナリワン（1989年有馬記念）
- カリブソング（1990年フェブラリーハンデキャップ 1991年金杯・東、目黒記念）
- ホワイトストーン（1990年セントライト記念 1992・1993年アメリカジョッキークラブカップ）※
- トウショウファルコ（1992年金杯・東、アメリカジョッキークラブカップ）
- スカーレットブーケ（1992年中山牝馬ステークス）
- スプライトパッサー（1992年関屋記念）※
- エルカーサリバー（1992年ローズステークス）
- メイショウホムラ（1993年フェブラリーハンデキャップ）
- ウイニングチケット（1993年東京優駿など重賞3勝）
- アイルトンシンボリ（1993年ステイヤーズステークス）

## 調教師成績
|            | 日付           | 競馬場・開催  | 競走名    | 馬名               | 頭数 | 人気 | 着順 |
| ---------- | -------------- | ------------- | --------- | ------------------ | ---- | ---- | ---- |
| 初出走     | 1996年3月3日   | 1回中山4日4R  | 4歳未勝利 | オンナノネガイ     | 14頭 | 9    | 12着 |
| 初勝利     | 1996年3月9日   | 1回中山5日3R  | 4歳新馬   | オンワードモンロー | 16頭 | 2    | 1着  |
| 重賞初出走 | 1996年11月17日 | 6回東京6日11R | 府中3歳S  | ペイストリーシェフ | 13頭 | 7    | 3着  |
| GI初出走   | 1997年4月6日   | 2回阪神6日10R | 桜花賞    | タヤスナミムラ     | 18頭 | 16   | 17着 |

## 主な厩舎所属者
※太字は門下生。括弧内は厩舎所属期間と所属中の職分。
- 斉藤宏（1996年-1999年 調教助手）
- 石橋脩（2003年-2015年 騎手）
- 大和田成（2007年-2011年 調教助手）

## メディアにおける活動
厩舎経営のかたわら、サンケイスポーツ紙上で「政人の目」という重賞レース回顧記事を連載しており、また不定期にNHK競馬中継に解説者として出演する。また一時『週刊Gallop』にて「寿司政」という対談コーナーを連載した。「寿司政」という名前は、寺山修司が著した一連の競馬エッセイシリーズに登場する「寿司屋の政」に由来しており、騎手引退直後は寿司屋の扮装でJRAのCMにも出演した。

## テレビ出演
スポーツ100万倍（1994年11月4日、NHK）